# Столяров, Виктор Иванович
Виктор Иванович Столяров (21 января 1927, Челябинск, Уральская область — 5 сентября 1986) — советский хоккеист, защитник. Мастер спорта СССР (1957). Заслуженный тренер РСФСР (1972). Заслуженный тренер Узбекской ССР (1976). Заслуженный работник физической культуры и спорта Узбекской ССР (1977).

## Биография
Воспитанник СК ЧТЗ.
Семь сезонов (1951/52 — 1957/58) отыграл в чемпионате СССР за «Дзержинец» / «Авангард» Челябинск.
С 1961 года — тренер «Трактора», в сезонах 1964/65, 1966/67 — 1971/72 — старший тренер. Возглавлял также клубы «Таганай» Златоуст (1965/66), «Бинокор» Ташкент (1973/74 — 1976/77).
С 1977 до смерти в 1986 году — директор спортивно-юношеской школы олимпийского резерва при СК ЧТЗ.